# كعكة بلة
كعكة بُلّة هي كعكة جَمَيكيّة غنية مصنوعة من دبس السكر ومتبل بالزنجبيل وجوزة الطيب وقد تكون داكنة أو فاتحة. الكعكة رغيف صغير مسطح ومستدير. وهي غير مكلفة وسهلة التحضير باستخدام دبس السكر والطحين وصودا الخبز. تعتبر بلة تقليديًا طعامًا شائعًا لأطفال المدارس. يؤكل عادة مع الجبن أو الزبدة أو الأفوكادو.